# Bis(5'-nukleozil) tetrafosfataza (simetrična)
Bis(5'-nukleozil) tetrafosfataza (simetrična) (EC 3.6.1.41, diadenozintetrafosfataza (simetrična), dinukleozidtetrafosfataza (simetrična), simetrična diadenozin tetrafosfatna hidrolaza, adenozin tetrafosfatna fosfodiesteraza, Ap4A hidrolaza, bis(5'-adenozil) tetrafosfataza, diadenozin tetrafosfatna hidrolaza, diadenozin polifosfatna hidrolaza, diadenozin 5',5'''-P1,P4-tetrafosfataza, diadenozintetrafosfataza (simetrična), 1-P,4-P-bis(5'-nukleozil)-tetrafosfatna nukleozidbisfosfohidrolaza) je enzim sa sistematskim imenom P1,P4-bis(5'-nukleosil)-tetrafosfat nukleozidbisfosfohidrolaza. Ovaj enzim katalizuje sledeću hemijsku reakciju
P1,P4-bis(5'-adenozil) tetrafosfat + H2O {\displaystyle \rightleftharpoons } 2 ADP
Ovaj enzim takođe deluje na bis(5'-guanozil) tetrafosfat i bis(5'-adenozil) pentafosfat.

## Literatura
- Nicholas C. Price; Lewis Stevens (1999). Fundamentals of Enzymology: The Cell and Molecular Biology of Catalytic Proteins (Third изд.). USA: Oxford University Press. ISBN 019850229X.
- Eric J. Toone (2006). Advances in Enzymology and Related Areas of Molecular Biology, Protein Evolution (Volume 75 изд.). Wiley-Interscience. ISBN 0471205036.
- Branden C; Tooze J. Introduction to Protein Structure. New York, NY: Garland Publishing. ISBN 0-8153-2305-0.
- Irwin H. Segel. Enzyme Kinetics: Behavior and Analysis of Rapid Equilibrium and Steady-State Enzyme Systems (Book 44 изд.). Wiley Classics Library. ISBN 0471303097.

## Spoljašnje veze
- Bis(5'-nucleosyl)-tetraphosphatase+(symmetrical) на 